# Provincia de Abai
Abai ( en kazajo: Абай облысы, romanizado: Abai oblysy , en ruso: Абайская область ) es una provincia de Kazajistán. El presidente Kassym-Jomart Tokayev anunció el 16 de marzo de 2022 la creación de la región. El área se separó de la provincia de Kazajistán Oriental cuando el proyecto de ley de Tokayev entró en vigor el 8 de junio de 2022. El centro administrativo de la provincia es Semey, hasta 2007 conocida como Semipalatinsk. Sus fronteras corresponden aproximadamente a la antigua provincia de Semipalatinsk, que fue anulada en 1997 y fusionada con la provincia de Kazajistán Oriental. 

## Geografía
La ciudad de Semey es el centro administrativo de la provincia de Abai. Abai limita con la provincia de Kazajistán Oriental y Sinkiang al este, la provincia de Pavlodar y el krai de Altái al norte, la provincia de Karagandá al oeste y la provincia de Jetisu al sur.

## Distritos

Los distritos de la provincia a partir de 2024.

La provincia consta de las ciudades de Kurchatov y Semey, así como de 10 distritos:
- Distrito de Abai, con centro administrativo en el selo de Karauyl.
- Distrito de Aksuat, el selo de Aksuat.
- Distrito de Ayagoz, la ciudad de Ayagoz.
- Distrito de Beskaragay, el selo de Beskaragay.
- Distrito de Borodulikha, el selo de Borodulikha.
- Distrito de Kokpekti, el selo de Kokpekti.
- Distrito de Makanshi, selo de Makanshi.
- Distrito de Urzhar, el selo de Urzhar.
- Distrito de Zhanasemey, la ciudad de Semey.
- Distrito de Zharma, selo de Kalbatau (Georgiyevka).

## Etimología
La provincia de Abai debe su nombre al famoso akyn kazajo Abai Qunanbaiuly, nacido en la actual provincia .